# Wumengosaurus delicatomandibularis
Il wumengosauro (Wumengosaurus delicatomandibularis) è un rettile acquatico estinto, di incerta collocazione sistematica. Visse nel Triassico medio (Anisico, circa 244 milioni di anni fa) e i suoi resti fossili sono stati ritrovati in Cina.

## Descrizione
Questo animale era di medie dimensioni, e poteva superare il metro di lunghezza. Possedeva un aspetto insolito se raffrontato con quello dei saurotterigi triassici. In particolare, il muso terminava in un rostro appuntito, dotato di numerosi piccoli denti aguzzi e orientati verticalmente. I denti, inoltre, possedevano una corona espansa alla base e appuntita alla sommità, al contrario di quelli della maggior parte dei saurotterigi. L'ilio possedeva un processo preacetabolare distinto alla base della cresta iliaca che si estendeva dorsalmente; il pube, invece, era piatto e largo, con contorni arrotondati. L'omero era ricurvo ed espanso distalmente, come molti saurotterigi; un'altra caratteristica che permette di riconoscere Wumengosaurus come un saurotterigio è la presenza di tre costole sacrali. In generale, l'aspetto del corpo di Wumengosaurus assomigliava a quello di un saurotterigio primitivo, mentre il cranio appuntito e dal rostro allungato ricordava quello di un ittiosauro.

## Classificazione
Questo animale è stato descritto per la prima volta nel 2008, sulla base di alcuni fossili ben conservati, provenienti dalla formazione di Guanling (zona di Xinmin, Cina). Inizialmente venne considerato un membro dei pachipleurosauri (rettili saurotterigi tipici del Triassico, vagamente simili a lucertole ma dalle costole ispessite) ma dotato di un rostro allungato. Uno studio successivo, sulla base di altri tre scheletri completi, ha indicato che Wumengosaurus non era un pachipleurosauro ma un membro ancor più basale dei saurotterigi, posto alla base di un clade monofiletico comprendente i notosauri e i pachipleurosauri (Wu et al., 2011). Analisi cladistiche compiute in uno studio successivo (Motani et al., 2014) hanno indicato invece una possibile parentela di Wumengosaurus con gli ittiosauromorfi.